# Aneta Kopacz
Anta Kopacz (Białogard, 5 de junho de 1975) é uma cineasta e roteirista polonesa. Como reconhecimento, foi nomeada ao Oscar 2015 na categoria de Melhor Documentário em Curta-metragem por Joanna.